# Paul Ganzenhuber
Paul Ganzenhuber (ur. 3 stycznia 1944 w Plainfeld) – austriacki trener narciarski, działacz narciarski, sędzia narciarski, trener piłkarski.

## Wczesne życie
Paul Ganzenhuber po ukończeniu w 1965 roku prywatnego liceum Misjonarzy Najświętszego Serca odbył 9-miesięczną służbę wojskową oraz studiował na Wydziale Filozoficznym Uniwersytetu w Innsbrucku w zakresie sportu, historii i psychologii. Ponadto ukończył szkolenia w różnych dyscyplinach sportu, państwowe szkolenie instruktorów narciarstwa, państwowe szkolenie trenerów narciarstwa alpejskiego, państwowe szkolenie trenerów piłki nożnej (trener licencjonowany) oraz państwowe szkolenie na instruktora skoków narciarskich.
W latach 1973–1978 pracował w internacie dla narciarzy w Stams jako nauczyciel historii i sportu (przedmiot matury pisemnej), trener narciarstwa alpejskiego oraz pedagog.

## Kariera trenerska
Paul Ganzenhuber w 1974 roku został trenerem drużyny skoków narciarskich w szkole narciarskiej w Stams (jej pionierem był Baldur Preiml), w której swoje pierwsze kroki stawiali m.in.: Toni Innauer, Willi Pürstl, Karl Schnabl. W latach 1978–1984 był trenerem juniorskiej reprezentacji Austrii, łącząc tę funkcję z pracą nauczyciela, trenera i wychowawcy w szkole narciarskiej w Stams.
W 1984 roku zastąpił Maxa Golsera na stanowisku trenera reprezentacji Austrii. Pod jego wodzą największe sukcesy odnosili: Andreas Felder (2. miejsce w klasyfikacji generalnej Pucharu Świata 1984/1985, dwukrotnie 3. miejsce w klasyfikacji generalnej Pucharu Świata (1986, 1987), mistrzostwo świata w lotach 1986, mistrzostwo świata 1987 na dużej skoczni, wicemistrzostwo świata 1985 na normalnej skoczni), Ernst Vettori (dwukrotny triumfator Turnieju Czterech Skoczni (1986, 1987), dwukrotnie 2. miejsce w klasyfikacji generalnej Pucharu Świata (1986, 1987), 3. miejsce w klasyfikacji generalnej Pucharu Świata 1984/1985, brązowy medal mistrzostw świata 1987 na dużej skoczni) oraz Franz Neuländtner (2. miejsce w Turnieju Czterech Skoczni 1985/1986, wicemistrzostwo świata w lotach 1986). Ponadto sukcesy odnosiła również drużynowo reprezentacja Austrii (triumf w Pucharze Narodów 1985/1986, 2. miejsce (1985) oraz 3. miejsce (1987), a także srebrny medal (1985) i brązowy medal (1987) mistrzostw świata). Po nieudanym sezonie 1987/1988 Ganzenhuber odszedł z funkcji trenera reprezentacji Austrii i został zastąpiony przez Ruperta Gürtlera.
Sukcesy podopiecznych Ganzenhubera w Austrii w latach 1984-1988 (chronologicznie)
| Medal | Zawodnik          | Zawody                      | Rok  |
| ----- | ----------------- | --------------------------- | ---- |
|       | Austria           | Mistrzostwa świata          | 1985 |
|       | Andreas Felder    | Mistrzostwa świata          | 1985 |
|       | Andreas Felder    | Puchar Świata               | 1985 |
|       | Ernst Vettori     | Puchar Świata               | 1985 |
|       | Austria           | Puchar Narodów              | 1985 |
|       | Ernst Vettori     | Turniej Czterech Skoczni    | 1986 |
|       | Franz Neuländtner | Turniej Czterech Skoczni    | 1986 |
|       | Andreas Felder    | Mistrzostwa świata w lotach | 1986 |
|       | Franz Neuländtner | Mistrzostwa świata w lotach | 1986 |
|       | Ernst Vettori     | Puchar Świata               | 1986 |
|       | Andreas Felder    | Puchar Świata               | 1986 |
|       | Austria           | Puchar Narodów              | 1986 |
|       | Ernst Vettori     | Turniej Czterech Skoczni    | 1987 |
|       | Andreas Felder    | Mistrzostwa świata          | 1987 |
|       | Ernst Vettori     | Mistrzostwa świata          | 1987 |
|       | Austria           | Mistrzostwa świata          | 1987 |
|       | Ernst Vettori     | Puchar Świata               | 1987 |
|       | Andreas Felder    | Puchar Świata               | 1987 |
|       | Austria           | Puchar Narodów              | 1987 |

## Kariera działacza
Paul Ganzenhuber po odejściu z reprezentacji Austrii, w latach 1988–1999 był dyrektorem sportowym ds. skoków narciarskich w Austriackim Związku Narciarskim (ÖSV) oraz dyrektorem sportowym w szkole narciarskiej w Stams. Następnie w latach 2000–2009 był sędzią skoków narciarskich w Austrii, a w latach 2000–2005 był dyrektorem w szkole z internatem dla narciarzy w Stams. Od 1988 roku jest przewodniczącym komisji Międzynarodowej Federacji Narciarskiej (FIS) ds. Pucharu Świata oraz planowania kalendarza, a także od 1994 roku przewodniczącym komisji skoków narciarskich Międzynarodowej Federacji Sportu Uniwersyteckiego (FISU).
Od 2007 roku Ganzenhuber pracuje jako kierownik projektu rozwoju skoków narciarskich w Rumunii z ramienia OMV, gdzie odpowiada za rozwój skoków narciarskich w Rumunii, opracowanie sportowo-naukowego szkolenia trenerskiego w oparciu o międzynarodowe standardy w skokach narciarskich, współpracę z Uniwersytetem w Braszowie w zakresie badań naukowych nad techniką skoków narciarskich, tworzenie odpowiedniej infrastruktury (skocznie narciarskie, sale treningowe) według standardów międzynarodowych, rozwój szkoły narciarskiej w Stams, realizację zawodów międzynarodowych (w tym młodzieżowych). Od 2012 roku jest wiceprezesem Rumuńskiego Związku Narciarskiego i Biathlonu (RSBF).

## Życie prywatne
Paul Ganzenhuber jest żonaty. Ma córkę oraz dwójkę wnucząt. Od 1973 roku mieszka w Stams.
Szwagrem Ganzenhubera jest wieloletni dyrektor Pucharu Świata, Walter Hofer.